# Mallow
Mallow (Mala ou plus exactement Maigh Ealla qui, en irlandais, signifie « plaine des cygnes ») est une ville du comté de Cork en république d'Irlande, considée comme « le carrefour de Munster » ; c'est la capitale administrative du comté.
Profondément installée dans la vallée du fleuve Blackwater, l’activité traditionnelle de Mallow reposait sur le marché agricole. Le conseil municipal ainsi que le secteur privé ayant réalisé d’importants investissements pour l’infrastructure et la promotion de la ville, Mallow est devenue une prospère ville d’affaires.

## Jumelages
- Tréguier (France)[1] ;
- Tinley Park (États-Unis)[2].

## Lieux et monuments
- Château de Mallow (en)